# Смит, Барри (американский хоккеист, 1961)
Барри Смит (англ. Barry Smith; род. 20 апреля 1961, Стэмбоу, Мичиган) — американский хоккеист и тренер.

## Карьера
В качестве хоккеиста выступал за команды Аляскинского университета в Анкоридже и Аляскинского университете в Фэрбенксе, Хоккейной лиги Атлантического побережья (ACHL), Всеамериканской хоккейной лиги. Завершал свою карьеру Смит в чемпионате Великобритании. Там же он начал свою тренерскую деятельность. В 1988—1989 гг. Смит был играющим тренером клуба «Оксфорд Сити Старз». По возвращении в США он работал помощником главного тренера в командах различных лиг. Затем в течение шести лет Барри Смит был ассистентом Марка Кроуфорда и Алена Виньо в клубе НХЛ «Ванкувер Кэнакс». В 2011 году во время чемпионата мира в Словакии в качестве видеотренера входил в штаб Скотта Гордона в сборной США.
В 2011 году переехал в Европу, где работал с молодежной сборной Дании, сборной Нидерландов и клубом «Тилбург Трепперс», французским «Амьеном». Со сборной Нидерландов Смит в 2012 году преодолел первый предквалифиционный отбор на Олимпийские игры в Сочи, однако в решающем раунде команда заняла последнее место.
Один сезон работал в тренерском штабе шведского МОДО. С 2016 года был одним из тренеров канадского клуба хоккейной лиги Онтарио «Садбери Вулвз».